# علكة النيكوتين
علكة النيكوتين(بالإنجليزية: Nicotine gum)‏ هي نوع من العلكة التي يتم بواسطتها اعطاء النيكوتين إلى الجسم. يتم استخدامها كعامل مساعد في علاج استبدال النيكوتين (NRT)، وهي عملية يبغى منها الإقلاع عن التدخين والإقلاع عن التدخين التبغ الذي لا يدخن. يتم تسليم النيكوتين إلى مجرى الدم عن طريق الامتصاص من قبل أنسجة الفم.
كان متوفرا دون وصفة طبية في أوروبا والولايات المتحدة وأماكن أخرى حاليا. القطع وعادة ما تكون متوفرة في عبوات رقائق الفردية وتأتي في مختلف النكهات. محتوى النيكوتين هو عادة إما 2 أو 4 ملغ من النيكوتين، ما يقرب من محتوى النيكوتين من 1 أو 2 السجائر، مع المحتوى والجرعة المناسبة اعتمادا على عادات التدخين للمستخدم. وتشمل العلامات التجارية شعبية Nicoderm / نيكوريت، Nicogum وNicotinell.
وتشمل المنتجات البديلة ببدائل النيكوتين لصقة النيكوتين، معينات وأجهزة الاستنشاق النيكوتين.وحاليا يوجد السيجارة الكهربائية

## طريقة العمل
تؤمن علكة النيكوتين كمية من النيكوتين دون المحتويات الأخرى في السجائر مثل القطران وغيره من المواد والغازات السامة.وقد يستغرق النيكوتين في العلكة من خمس إلى ثماني دقائق لكي يصل إلى الدماغ، وتعتبر العلكة أسرع لوصول النيكوتين إلى الدماغ من لاصقات النيكوتين ,ولكنه أبطأ منه في السجائر .
يتم مضغ علكة النيكوتين داخل الفم. حيث يتسرب النيكوتين ويجري امتصاصه بواسطة الأوعية الدموية الدقيقة الموجودة في الأغشية المبطنة لتجويف الفم.

## تحذيرات جانبية
يجب التوقف عن التدخين حينما تكون العلكة في الفم، لانه قد يضاعف نسبة النيكوتين في الجسم بشكل كبير مما قد يؤدي للتسمم بالنيكوتين.كما لا يجوز تناول الطعام أو الشراب قبل استخدام العلكة بحوالي 15 إلى 20 دقيقة. هذا قد يقلل من فاعلية العلكة.

## الآثار الجانبية
ان قساوة علكة النيكوتين قد تؤدي إلى تلف الأسنان المركبة والتركيبات السنية. ومن الاثار الجانبية أيضا تهيج في الفم عند المضغ وهوتهيج مؤقت ينتهي بانتهاء نسبة النيكوتين في العلكة، تقرحات بالفم، آلام بالفكين، فرط إفراز اللعاب, الصداع، تلبك المعدة. كما يجب اخبار الطبيب قبل البدء في العلاج عن أي مرض يعاني منه المريض مثل أمراض القلب, السكري, آلام الصدر المتكررة، مشاكل في الأسنان والفكين.